# Țiriac Open 2024
Țiriac Open 2024 — тенісний турнір, що проходив на ґрунтових кортах у місті Бухарест (Румунія) з 15 по 21 квітня. Належав до категорії ATP 250.

## Фінальна частина

### Одиночний розряд
Мартон Фучович —  Маріано Навоне 6–4, 7–5

### Парний розряд
Садіо Думбія /  Фаб'єн Ребуль —  Гаррі Геліоваара /  Генрі Петтен 6–3, 7–5